# 学園特警デュカリオン
『学園特警デュカリオン』（がくえんとっけいデュカリオン）はCLAMPによる漫画作品。
1991年から1993年に『コミックGENKi』で連載されていた。全2巻。「CLAMP学園探偵団」「20面相におねがい!!」ともリンクしている。イメージアルバムが発売され、ドラマCDとイメージソングが収録されている。

## あらすじ
学園都市・CLAMP学園を守るべく秘密裏に結成された組織・学園特警デュカリオン。彼らは今日も学園内の平和を守るため悪の秘密結社「いもの山商店街」と戦う。

## 登場人物
声の記述はドラマCD版
秋海洞威（しゅうかいどう たけし）声：草尾毅
主役A。CLAMP学園高等部一年Z組。学園特警デュカリオンのひとり。真面目で厳格な性格。貧乏生まれではあるが、成績と運動神経が優れている高校生。学園独自の奨学金制度の高額さに惹かれてデュカリオンとなる。一癖も二癖もあるメンバーたちに翻弄される毎日に辟易しては、事ある毎に辞職を口にしたがり、その度に長官から奨学金の増額をほのめかされて断念している。
卒業後は東国丸コーポレーションに就職、しかも一般職希望なのに社長秘書に配属される。
東国丸健多朗（ひがしくにまる けんたろう）声：山口勝平
主役B。CLAMP学園高等部一年Z組。学園特警デュカリオンの一人。運動能力が高く、明るい性格。威に対して恋心を抱いている。威とは周囲から「ベストカップル」並みなのに、彼には迷惑がられている。東国丸コーポレーションの御曹司。毎回ヒーローらしからぬ悪役じみた口上を口走っては、威に窘められている。
最終的には東国丸コーポレーションの社長となりながら、仕事を放り出し、社長室に威を呼びつけては手料理を披露している。さらには『デュカリオン』としての立場を学園から自社の業務として引き受け、威と2人で永遠のデュカリオンとして戦い続けている。
宙尊寺絵里衣（ちゅうそんじ えりい）声：日髙のり子
CLAMP学園高等部二年Z組。学園特警デュカリオンのアシスタントで呼び出し役。戦闘力はかなりのもので、チームの実質的リーダー。行動はスパルタンであり、実働者である威と健多朗には散々に恐れられている。寿と恋に落ち、その後は物語後半の実質的な主役となる。
実は宇宙人。左遷によって辺境（地球）に飛ばされてきた宇宙刑事であり、その業務の一環としてデュカリオンを学園側に設立させた。
長官声：折笠愛
学園特警デュカリオンの長官。常にサングラスをかけて顔を隠している。正体は妹之山残。
数奇屋橋寿（すきやばし ことぶき）声：子安武人
CLAMP学園高等部一年Z組。実は、悪の秘密結社「いもの山商店街」の司令官。絵里衣に一目惚れする。とある惑星の王子で、彼の星では、王族が征服した惑星がそのままハネムーン先となるらしい。最終的には、絵里衣とともにデュカリオンのアシスタントとなる。
女司令官
作品中盤より登場。数奇屋橋の婚約者だが、彼が地球の征服を諦め、絵里衣と駆け落ちしたことで振られる。
妖神官、魔将軍
数寄屋橋こと悪の秘密結社「いもの山商店街」の司令官に付き従う神官と将軍。へのへのもへじの仮面を付けた下級構成員とは区別されたビジュアルをしている。

## スターシステム
本作は『CLAMP学園探偵団』、『20面相におねがい!!』ともリンクしている他、CLAMPの初期の作品に登場するキャラクターが威と健多朗達の授業の教師役、通行人という形でカメオ出演している。
本事項では上述の2作品以外での出演キャラクターについて列挙する。
レギュラー
加藤 彰子(かとう あきこ)
学園特警デュカリオンの長官の秘書、茶髪。作中はサングラスを掛けており、喋ることもない。初期同人誌作品『SHoTEN』よりゲスト出演したキャラクターでCLAMP学園大学院生物学科在籍、残の彼女の一人。
望月 冴子(もちづき さえこ)
学園特警デュカリオンの長官の秘書、黒髪。彰子同様サングラスを掛け、名前なども言及されずに終わる。初期同人誌作品『SHoTEN』よりゲスト出演したキャラクターでCLAMP学園大学部民法学科在籍、残の彼女の一人。
広田 犬子(ひろた いぬこ)
初期同人誌作品『SHoTEN』よりゲスト出演した犬、皆から「犬子さん」と呼ばれている。原作では「イゼルローン歌舞伎町」302号室で暮らしている。最終回では女司令官の巨大化光線を浴び「最強の妖獣」としてデュカリオンの前に立ち塞がる。しかし巨大化しても尚デュカリオン達になついており、本人はじゃれているだけだった。
出動! 学園特警デュカリオン
ダーナ･クリシュナ･ヴィシュヴアーナラ･山本(-･-･-･やまもと)
19歳。CLAMP学園高等部数学教師。初期同人誌作品『SHoTEN』では後述のシヴァと共に「イゼルローン歌舞伎町」301号室で暮らしている。授業をサボった威と健多朗、寿に居残り掃除の罰を与えた。
ルドラ･シヴァ･マハーヴィーラ
CLAMP学園幼等部で保父をしているインド人、23歳。「いもの山商店街」に人質にされデュカリオンに救出された園児･詠心を引き取る。クリシュナ同様『SHoTEN』よりゲスト出演。
羽坂 はるな(はねさか -)
CLAMP学園高等部1年Z組の生徒で黒板に『20面相におねがい!!』の小林龍佑共々日直として名前が記されていた。CLAMPの初期未収録作品『天使のボディーガード』より。
危機一髪! 学園特警デュカリオン
風江 冬馬(かざえ とうま)
『破軍星戦記』のキャラクター。冒頭の回想シーン、高等部対抗スポーツ大会の陸上大会会場にて「ガンバレ 2-B 風江」と書かれた応援旗が見えるだけで当人は登場しない上、本作の一年前である原作では高等部1年Z組であるため組が異なっている。
ドラマCDでは威と健多朗のクラスメイトであり、音楽の授業中に指名される生徒として名前が挙がる。
妹之山 多一郎
CLAMP学園高等部英語科教諭。苗字からも推察できるように妹之山兄弟の伯父であり、理事長のらりさの兄。授業中に騒いでいた威と健多朗、寿を両手にバケツを持たせた状態で廊下に立たせた。『聖伝-RG VEDA-』に登場する帝釈天の生まれ変わりでもある。
頑張れ! 学園特警デュカリオン
孔塚 葵(くづか あおい)と凰坂 朋(おおさか ともえ)
『破軍星戦記』よりカメオ出演、登校中の姿が画かれる。
朝比奈 勇(あさひな ゆう)と大月 秋晴(おおつき しゅうせい)
CLAMPの初期未収録作品『ミラクルYOU』からカメオ出演、登校中の姿が画かれる。
勇は私服姿、秋晴は制服姿で眼鏡を掛けている。
学園特警デュカリオンVS怪人20面相
虎山 摩沙巳(こやま まさみ)
『破軍星戦記』のキャラクター、冒頭部分にて伊集院玲の後ろにカメオ出演。
たちあがれ! 学園特警デュカリオン
司狼 神威(しろう かむい)と桃生 小鳥(ものう ことり)
CLAMPの代表作『X』の主人公とヒロイン。冒頭部分、視聴覚室で見ていた映画の登場人物として描かれ、転校して来たばかりの神威が6年ぶりに再会した小鳥を冷たく突き放すシーンが画かれる。
さらば! 学園特警デュカリオン
シュラ
CLAMP学園大学部史学科で世界史の教授をしており高等部でも世界史を教えている。『SHoTEN』では10年前に妻と離婚、ニューデリーに住んでいる9歳の子供(阿修羅)を呼び寄せ一緒に住むことに。『聖伝-RG VEDA-』に登場する阿修羅王の生まれ変わりであり、帝釈天の生まれ変わりである多一郎とはオックスフォード大学の図書館で出会う。
ドラマCD版
神楽声：折笠愛
CLAMP学園高等部音楽教師。『破軍星戦記』のキャラクター。漫画版第1巻第1話におけるクリシュナの役割を担う。
体育教師声：n/a
第1巻第2話における多一郎の役割を担う。

## 音楽（ドラマCD）
BGMは渡辺宙明が作編曲。
主題歌
オープニングテーマ「学園特警デュカリオン」
作詞 - 岡田冨美子 / 作曲 - 渡辺宙明 / 編曲 - 長谷川智樹 / 歌 - 山口勝平、草尾毅
エンディングテーマ「Dual Dynamic Duklyon」
作詞 - 木本慶子 / 作曲 - 渡辺宙明 / 編曲 - 長谷川智樹 / 歌 - 山口勝平、草尾毅
揷入歌
「Run an'Run」
作詞 - 木本慶子 / 作曲 - 渡辺宙明 / 編曲 - 長谷川智樹 / 歌 - 日髙のり子
「AMBITION」
作詞 - 岡田冨美子 / 作曲 - 渡辺宙明 / 編曲 - 長谷川智樹 / 歌 - 子安武人

## その他
『ツバサ-RESERVoir CHRoNiCLE-』には、本作からは威、健多朗、絵里衣が登場している。